# Кыдыралиев, Кадыржан Кыдыралиевич
Кадыржан Кыдыралиевич Кыдыралиев (1 апреля 1936, с. Чолок-Арык, Панфиловский район, Чуйская область, Киргизская ССР, СССР — 27 августа 2015, Бишкек, Кыргызстан) — советский и киргизский кинооператор и кинорежиссёр, народный артист Киргизской ССР (1982), лауреат Государственной премии Киргизской ССР имени Токтогула (1972). Член Союза кинематографистов СССР с 1962 года.

## Биография
Трудовую деятельность он начал после окончания средней школы в 1954 г. на киностудии «Кыргызфильм» в качестве ассистента оператора. В 1961 г. окончил операторский факультет Всесоюзного государственного института кинематографии.
Являлся оператором известных картин киргизского кинематографа — «Трудная переправа» режиссёра М. Убукеева, «Джамиля» режиссёра И. Поплавской, «Лютый», «Небо нашего детства», «Уркуя» режиссёра Т. Океева и многих других.
Скончался 27 августа 2015 года, похоронен на Ала-Арчинском кладбище.

### Семья
Сын — кинооператор Хасанбек Кыдыралиев. В 1988 году окончил операторский факультет ВГИКа (мастерская А. Гальперина), работает в Кыргызстане и в Казахстане.
Внук — Жантай Кыдыралиев также стал кинооператором.

## Фильмография

### Операторские работы
- 2004 — «Плач матери о манкурте»,
- 2002 — «Взлет» (Казахстан, короткометражный),
- 2001 — «Брат мой, шелковый путь» (Казахстан, Кыргызстан),
- 1988 — «Вместе»,
- 1987 — «Сошлись дороги»,
- 1982 — «Не ищи объяснения»,
- 1981 — «Василий и Василиса» (с Борисом Сутоцким),
- 1980 — «Золотая осень»,
- 1977 — «Улан»,
- 1975 — «Сказ об искусстве»,
- 1973 — «Лютый»,
- 1972 — «Я — Тянь-Шань»,
- 1971 — «Поклонись огню» («Уркуя»),
- 1968 — «Нарынские звёзды»,
- 1968 — «Джамиля»,
- 1966 — «Небо нашего детства)»,
- 1965 — «Это — лошади»,
- 1964 — «Белые горы» («Трудная переправа»),
- 1963 — «Горная жемчужина»,
- 1962 — «Твои подруги»,
- 1962 — «Великий эпос»,
- 1961 — «Рождение песни»,
- 1960 — «Река гор».

### Режиссёрские работы
- 1990 — «Выстрел в степи»,
- 1989 — «Долина предков»,
- 1975 — «Ответственность»,
- 1969 — «Бешик»,
- 1967 — «Грёзы» («Кыял»).

## Награды и звания
Народный артист Киргизской ССР, заслуженный деятель искусств Киргизской ССР (1969), лауреат Государственной премии Киргизии им. Токтогула (1972). Премия III-го Всесоюзного кинофестиваля за фильм «Кыял» (Ленинград, 1968).
Был награжден нагрудным знаком «Даңк», «Отличник кинематографии СССР» (1966).